# U-20-Fußball-Asienmeisterschaft der Frauen
Die U-20-Fußball-Asienmeisterschaft der Frauen (offiziell: AFC U20 Women’s Asian Cup), bis 2019 U-19-Fußball-Asienmeisterschaft der Frauen (offiziell: AFC U-19 Women’s Championship), ist ein Wettbewerb im Frauenfußball, der von der Asian Football Confederation (AFC) für die U-19-Auswahlen ausgerichtet wird. Zusätzlich dient er auch als Qualifikationsturnier für die U-20-Fußball-Weltmeisterschaft der Frauen.
Aktueller Titelträger nach dem Turnier 2024 ist Nordkorea, das im Finale Rekordsieger Japan mit 2:1 besiegte.

## Geschichte

Logo des Turniers (bis 2019)

Erstmals wurde die Meisterschaft im Jahr 2002 ausgetragen, damals traten 16 Mannschaften an. Für die Endrunde musste sich keines der Teams qualifizieren, die drei Gruppensieger sowie die beste zweitplatzierte Mannschaft erreichten das Halbfinale. In dieser Ausgabe konnte sich Japan im Finale gegen Chinese Taipei durchsetzen. Beide Mannschaften qualifizierten sich für die WM in Kanada. Bei der zweiten Ausgabe 2004 wurde zusätzlich ein Viertelfinale bei der Endrunde eingeführt, Südkorea gewann die zweite Ausgabe und qualifizierte sich gemeinsam mit China für die WM 2004 in Thailand.
Bei der dritten Endrunde folgte dann eine Modusänderung, so wurde erstmals eine Qualifikationsphase eingeführt und die Anzahl der Endrundenteilnehmer auf acht Mannschaften begrenzt. Nachdem die FIFA die Anzahl der Mannschaften bei der WM aufgestockt hatte, erhielt Asien einen weiteren Platz zugesprochen. Für die WM 2006 in Russland qualifizierten sich somit neben Meister China auch Nordkorea und AFC-Neuzugang Australien. Die nächste Ausgabe des Turniers fand bereits im folgenden Jahr in China statt. Für die WM 2008 in Chile konnten sich neben dem Gastgeber China noch Nordkorea und Japan qualifizieren.
Die fünfte Endrunde fand vom 1. bis zum 12. August 2009 erneut in China statt und fungierte als Qualifikationsrunde für die U-20-Fußball-Weltmeisterschaft der Frauen 2010 in Deutschland. Asienmeister wurde die Mannschaft Japans, die sich im Finale gegen den Gegner aus Südkorea durchsetzen konnte. Neben den beiden Finalisten qualifizierte sich auch der Drittplatzierte Nordkorea für die WM-Endrunde. Ab der sechsten Ausspielung 2011 gilt wiederum ein veränderter Modus. Erstmals wurden zwei Qualifikationsrunden angesetzt, um einen Teilnehmer zu ermitteln, der neben den fünf gesetzten Mannschaften das Sechserfeld der Endrunde komplettiert. Die Endrunde 2011 fand wie auch 2013 im Ligamodus statt. Seit 2015 findet das Turnier wieder mit acht Mannschaften statt.
Seit der Austragung 2019 werden wie bereits 2011 zwei Qualifikationsrunden gespielt, eine im Herbst und die andere im nächsten Frühjahr. Ab dem Turnier 2022 wird die Altersgrenze auf 20 erhöht.

## Erstteilnahmen
Die nachfolgende Übersicht zeigt, bei welcher Endrunde welches Land erstmals teilnahm.
| Jahr      | Erstteilnehmer      | Erstteilnehmer      | Erstteilnehmer      | Erstteilnehmer      | Erstteilnehmer |
| --------- | ------------------- | ------------------- | ------------------- | ------------------- | -------------- |
| 2002      | China               | Chinese Taipei      | Guam                | Hongkong            |                |
| 2002      | Indien              | Japan               | Myanmar             | Nordkorea           |                |
| 2002      | Singapur            | Südkorea            | Thailand            | Usbekistan          |                |
| 2004      | Malaysia            | Nepal               | Philippinen         | Vietnam             |                |
| 2006      | Australien          | Jordanien           |                     |                     |                |
| 2007–2013 | Kein Erstteilnehmer | Kein Erstteilnehmer | Kein Erstteilnehmer | Kein Erstteilnehmer |                |
| 2015      | Iran                |                     |                     |                     |                |
| 2017–2024 | Kein Erstteilnehmer | Kein Erstteilnehmer | Kein Erstteilnehmer | Kein Erstteilnehmer |                |
| 2026      | Bangladesch         |                     |                     |                     |                |

## Die Turniere im Überblick
| 2002 Details | Indien     | Japan                              | 2:1                                | Chinese Taipei                     | China                              | 4:1                                | Nordkorea                          |
| 2004 Details | China      | Südkorea                           | 3:0                                | China                              | Nordkorea                          | 4:0                                | Thailand                           |
| 2006 Details | Malaysia   | China                              | 1:0                                | Nordkorea                          | Australien                         | 3:2                                | Japan                              |
| 2007 Details | China      | Nordkorea                          | 1:0                                | Japan                              | China                              | 1:0                                | Südkorea                           |
| 2009 Details | China      | Japan                              | 2:1                                | Südkorea                           | Nordkorea                          | 1:0                                | China                              |
| 2011 Details | Vietnam    | Japan                              | (Ligasystem)                       | Nordkorea                          | China                              | (Ligasystem)                       | Südkorea                           |
| 2013 Details | China      | Südkorea                           | (Ligasystem)                       | Nordkorea                          | China                              | (Ligasystem)                       | Japan                              |
| 2015 Details | China      | Japan                              | 0:0 n. V. 4:2 i. E.                | Nordkorea                          | Südkorea                           | 4:0                                | China                              |
| 2017 Details | China      | Japan                              | 1:0                                | Nordkorea                          | China                              | 3:0                                | Australien                         |
| 2019 Details | Thailand   | Japan                              | 2:1                                | Nordkorea                          | Südkorea                           | 9:1                                | Australien                         |
| 2022 Details | Usbekistan | Wegen der Corona-Pandemie abgesagt | Wegen der Corona-Pandemie abgesagt | Wegen der Corona-Pandemie abgesagt | Wegen der Corona-Pandemie abgesagt | Wegen der Corona-Pandemie abgesagt | Wegen der Corona-Pandemie abgesagt |
| 2024 Details | Usbekistan | Nordkorea                          | 2:1                                | Japan                              | Australien                         | 1:0                                | Südkorea                           |
| 2026 Details | Thailand   |                                    |                                    |                                    |                                    |                                    |                                    |
| 2028 Details |            |                                    |                                    |                                    |                                    |                                    |                                    |

## Rangliste
| Rang                  | Land           | Titel | Jahr(e)                            | 2. Platz | 3. Platz | 4. Platz |   | Finale | Halbfinale |
| --------------------- | -------------- | ----- | ---------------------------------- | -------- | -------- | -------- | - | ------ | ---------- |
| 1                     | Japan          | 6     | 2002, 2009, 2011, 2015, 2017, 2019 | 2        |          | 2        | 8 | 10     |            |
| 2                     | Nordkorea      | 2     | 2007, 2024                         | 6        | 2        | 1        | 8 | 11     |            |
| 3                     | Südkorea       | 2     | 2004, 2013                         | 1        | 2        | 3        | 3 | 08     |            |
| 4                     | China          | 1     | 2006                               | 1        | 5        | 2        | 2 | 09     |            |
| 5                     | Chinese Taipei |       |                                    | 1        |          |          | 1 | 01     |            |
| 6                     | Australien     |       |                                    |          | 2        | 2        |   | 04     |            |
| 7                     | Thailand       |       |                                    |          |          | 1        |   | 01     |            |
| Jeweilige Rekordmarke |                |       |                                    |          |          |          |   |        |            |